# انتخابات پارلمانی اسرائیل (۲۰۲۱)

## زمینه
بر اساس توافق‌نامه ائتلاف که در سال ۲۰۲۰ بین حزب لیکود و حزب آبی و سفید امضا شد ، انتخابات باید ۳۶ ماه پس از سوگند دولت قبلی یعنی دولت ۳۵ام انجام می‌شد و ۲۳ مه ۲۰۲۳ آخرین تاریخ ممکن انتخابات بود. با این حال، قوانین اسرائیل مقرر کرده‌است که اگر بودجه دولت ۲۰۲۰ تا ۲۳ دسامبر ۲۰۲۰ تصویب نشود کنست منحل می‌شود و انتخابات باید تا ۲۳ مارس ۲۰۲۱ برگزار شود.
در روز ۲ دسامبر سال ۲۰۲۰، کنست بررسی مقدماتی لایحه ای را برای انحلال دولت فعلی با ۶۱ رای موافق در مقابل ۵۴ رای مخالف تصویب کرد. در ۲۱ دسامبر ۲۰۲۰، کنست در تصویب لایحه ای برای جلوگیری از انحلال دولت با ۴۷ رای موافق در مقابل ۴۹ رای مخالف موفق نشد. از آنجا که کنست نتوانست در موعد مقرر بودجه کشور را برای ۲۰۲۰ تصویب کند، در نیمه شب ۲۳ دسامبر ۲۰۲۰ به وقت اسراییل، ائتلاف دولت سقوط کرد، و بیست و سومین دوره کنست رسماً منحل شد. مطابق قانون که انتخابات باید ظرف ۹۰ روز پس از انحلال کنست برگزار شود، تاریخ انتخابات بیست و چهارمین کنست به‌طور خودکار ۲۳ مارس ۲۰۲۱ تعیین شد. در آن زمان گزارش شد که نتانیاهو با چالشی جدی از سوی احزاب مخالف روبرو خواهد شد.

## سیستم انتخاباتی
۱۲۰ کرسی کنست با نظام آرای تناسبی با لیست بسته در یک حوزه انتخابیه سراسری انتخاب می‌شوند. حداقل درصد آرای لازم یک حزب برای ورود به کنست ۳/۲۵٪ است

### توافق‌نامه‌های آرای مازاد
دو حزب می‌توانند توافق‌نامه برای اشتراک آرای مازاد را امضا کنند که به آنها اجازه می‌دهد برای کرسی‌های باقیمانده رقابت کنند، به گونه‌ای که گویی در یک لیست انتخاباتی با هم قرار دارند. این روش که به بادر-اوفر مشهور است، کمی به نفع لیست احزاب بزرگتر است، به این معنی که احتمال بیشتری وجود دارد که ائتلاف‌های انتخاباتی بیشتر از احزاب منفرد کرسی‌های پارلمان را اشغال کنند. اگر ائتلاف‌ها کرسی‌های باقی مانده را بدست آوردند، محاسبه این روش به صورت انفرادی اعمال می‌شود تا نحوه تقسیم کرسی‌ها بین دو لیست متحد مشخص شود.
احزاب زیر توافق‌نامه‌های اشتراک آرا اضافی را برای انتخابات سال ۲۰۲۱ امضا کرده‌اند:
- یامینا و امید جدید[۹]
- یش آتید و یسرائیل بیتینو[۱۰]
- آبی و سفید و حزب اقتصادی جدید[۱۱]
- حزب لیکود و حزب مذهبی صهیونیست[۱۲]
- حزب کارگر اسرائیل و مرتس[۱۳]
- یهودیت شاس و تورات متحد[۱۴]

## انتخابات مقدماتی

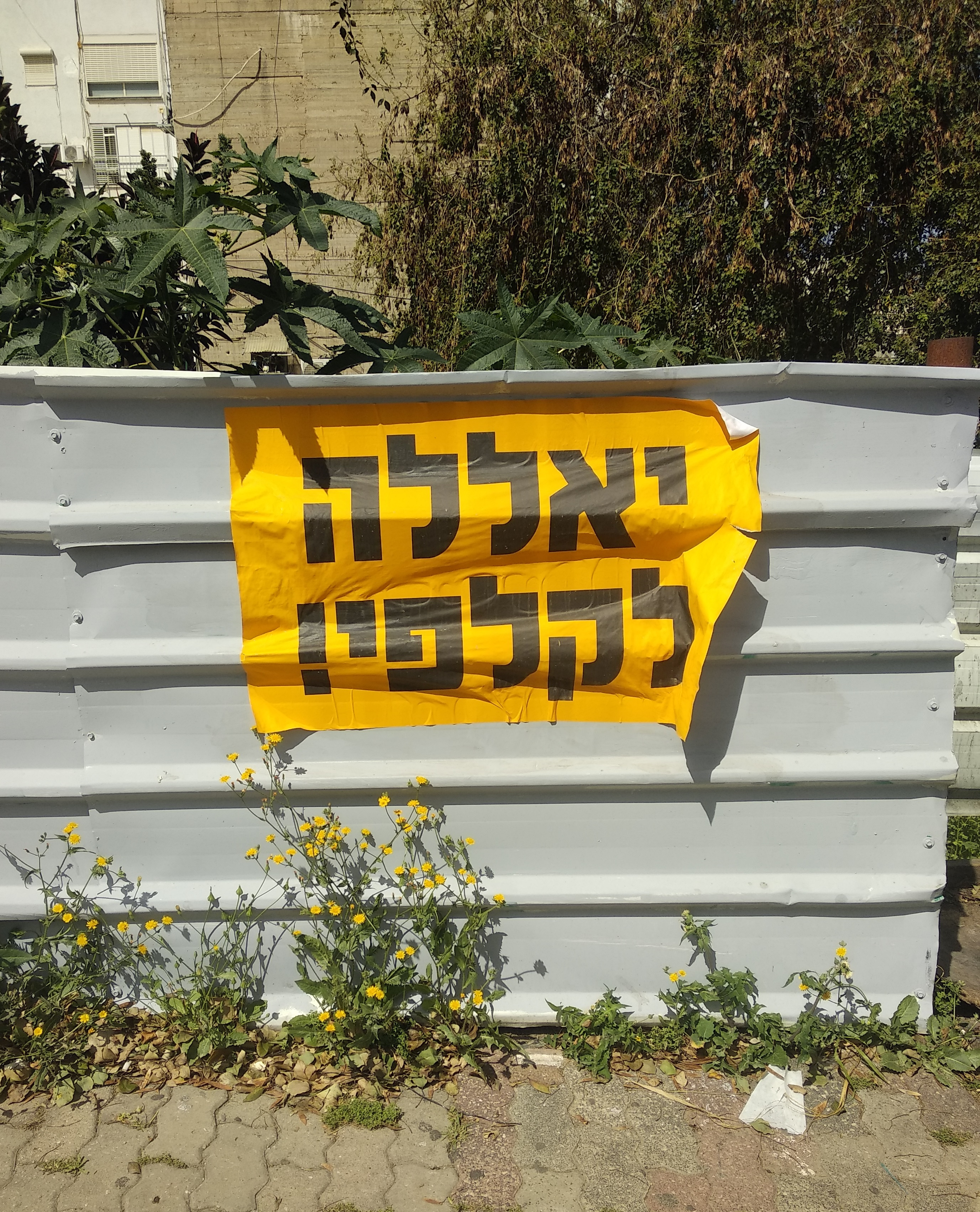
تبلیغاتی که شهروندان را به استفاده از حق رأی خود در انتخابات بیست و چهارمین دوره کنست اسرائیل تشویق می‌کند

انتخابات مقدماتی توسط احزاب، قبل از انتخابات سراسری برای تعیین رهبری حزب یا اعضای لیست حزب که نماینده حزب در کنست هستند، با توجه به تعداد کرسی‌هایی که هر حزب در انتخابات به دست می‌آورد، برگزار می‌شود:

### حزب بلد
نماینده متسا سامی ابوشهاده در ۱۴ ژانویه ۲۰۲۱ اعلام کرد که برای رهبری حزب بلد کاندید خواهد شد. متانس شهاده که پیشتر عضو کنست و رهبر این حزب بود، دنبال انتخاب مجدد برای این کرسی بود. این حزب در ۲۳ ژانویه ۲۰۲۱ انتخابات مقدماتی را برای انتخاب رهبر و لیست خود را برای کنست برگزار کرد. شورای بلد که در مجموع از ۶۰۰ عضو تشکیل شده بود، حق رای دادن در ناصره را داشت. ابوشهاده با کسب ۲۳۰ رأی از طرف کمیته مرکزی به عنوان رهبر حزب انتخاب شد.

### حزب سبز
استاو شفیر در ۲۹ ژانویه ۲۰۲۱ به عنوان رئیس حزب سبز انتخاب شد

### خانه یهودی
در ۵ ژانویه، رئیس فعلی حزب رافی پرتز اظهار داشت که او قصد تداوم دوره ریاست خود بر حزب خانه یهودی را ندارد، اما بازگشت به سیاست در آینده را رد نمی‌کند. نیر اورباخ اعلام کرد که نامزد انتخابات رهبری حزب خواهد شد. هاگیت موشه نیز (به درخواست نتانیاهو) کاندید شد. موشه در ۱۹ ژانویه ۲۰۲۱ توسط کمیته مرکزی به عنوان رهبر حزب انتخاب شد. انتخابات مقدماتی درون حزبی در ۲۶ ژانویه برگزار شد.

### حزب کارگر
دادگاه منطقه تل آویو در تاریخ ۳ ژانویه ۲۰۲۱ رأی داد که انتخابات مقدماتی درون حزبی برای انتخابات لیست و رهبری حزب کارگر باید برگزار شود. پیشتر امیر پرتس و هوادارانش رای به لغو این انتخابات داده بودند. نماینده کنست مراف میکاییل کمی بعد اعلام کرد که برای رهبری حزب نامزد خواهد شد. گیل بیلین اعلام کرد که در ۱۱ ژانویه کاندید خواهد شد. دادگاه عالی اسرائیل فرجام خواهی حزب کارگر را رد کرد و اطمینان داد که همه اعضای حزب (به جای فقط اعضای کمیته) می‌توانند در انتخابات مقدماتی رأی دهند. ایهود باراک ، رهبر پیشین حزب کارگر، در تاریخ ۱۸ ژانویه اعلام کرد که نامزد نخواهد شد، آوی شاکد و دیوید لندسمن، مهاجر اتیوپیایی، و ناآوا کاتز نیز کاندید ریاست حزب در انتخابات درون حزبی شدند.
مراف میکاییلی در روز ۲۴ ژانویه در انتخابات رهبری حزب کارگر برنده شد و بعنوان رهبر این حزب انتخاب شد
مهلت ورود به رقابت‌های مقدماتی کنست برای حزب کارگر تا ۳۰ ژانویه تمدید شد. ۵۹ نامزد وارد رقابت شدند.

### لیکود
به دنبال دادخواست اعضای کمیته مرکزی حزب، دادگاه به حزب لیکود دستور داد کمیته قانون اساسی خود را تا ۳۰ دسامبر تشکیل دهد تا مقدمات برای انتخاب نماینده‌های لیست حزبی انتخابات را آغاز کند. کمیته قانون اساسی حزب در ۳۰ دسامبر به لغو انتخابات مقدماتی درون حزبی رأی داد، که این تصمیم در ۲ ژانویه ۲۰۲۱ رسمی شد.

### مرتز
حزب مرتز می‌توانست انتخابات رهبری را در ۱۳ ژانویه ۲۰۲۱ برگزار کند، در حالی که انتخابات مقدماتی برای بقیه لیست‌های انتخاباتی آن در ۲۱ ژانویه برگزار می‌شد. با این حال، حزب در ۳ ژانویه ۲۰۲۱ تصمیم گرفت که مقدمات مقدماتی را برگزار نکند زیرا نیتزان هوروویتس، هیچ رقیبی برای رهبر حزب خود نداشت.

## احزاب

### فراکسیون‌های پارلمانی
در پایان بیست و سومین دوره کنست، سیزده فراکسیون در پارلمان حضور داشتند. احزاب این فراکسیون‌های پارلمانی همه لیست‌هایی را برای شرکت در انتخابات سال ۲۰۲۱ انتخاب می‌کنند یا عضو این لیست‌ها هستند، به استثنای خانه یهودی.

### احزاب رقابت کننده

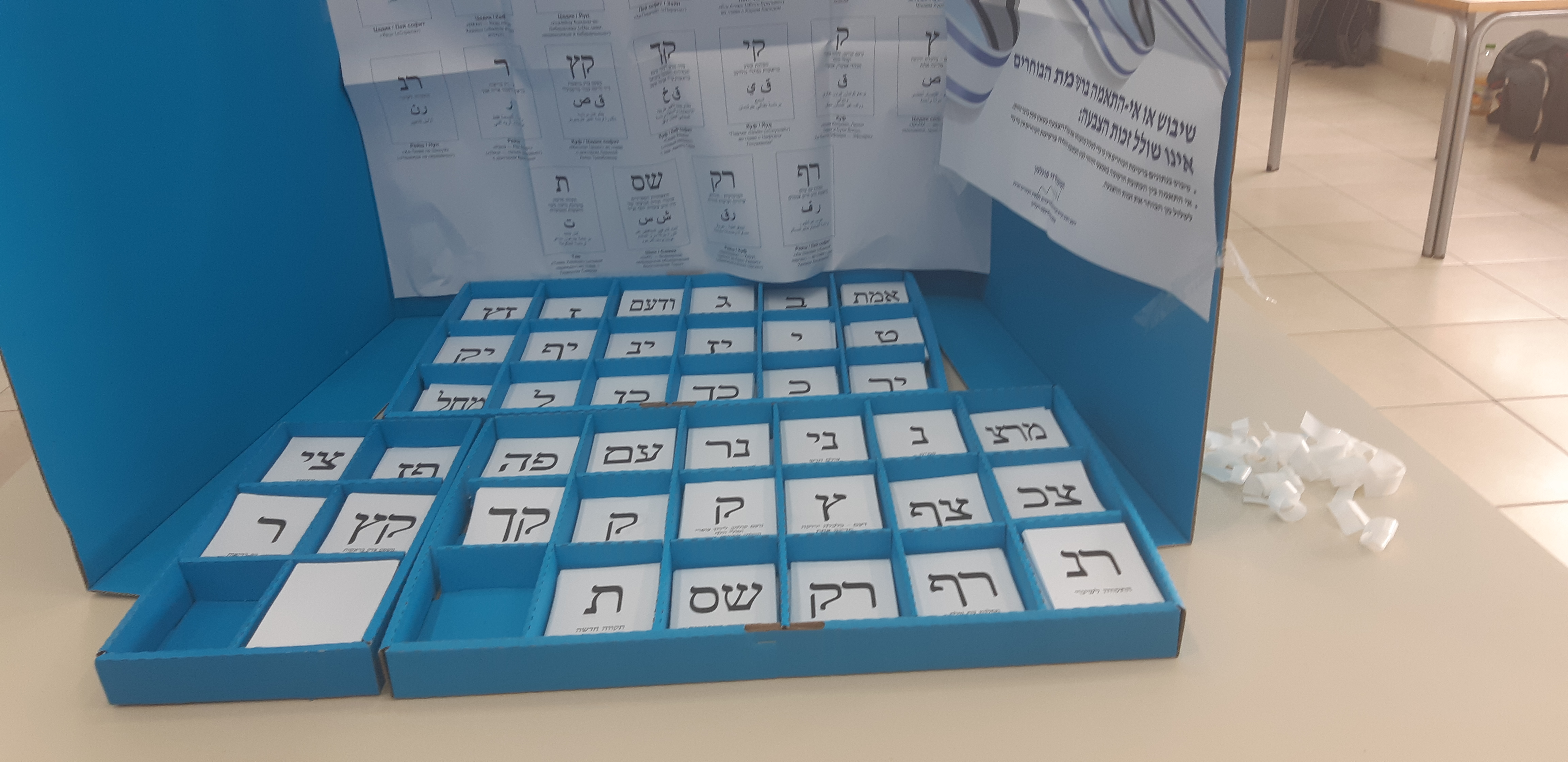
برگه‌های رای‌گیری در نشر

در مجموع ۳۹ حزب برای شرکت در انتخابات ثبت نام کردند.

## تشکیل دولت
رئیس‌جمهور اسرائیل ریوین ریولین در روز ۵ آوریل با رهبران احزاب سیاسی دیدار کرد و روز پس از آن بنیامین نتانیاهو را مأمور تشکیل دولت کرد. نتانیاهو تا ۴ می فرصت پیدا کرد که دولت جدید خود را تشکیل دهد و با این حال تا روز موفق به معرفی کابینه خود و تشکیل دولت جدید نشد. پس از این ناکامی، رووین لیوین در روز ۵ می یائیر لاپید را مأمور تشکیل دولت کرد. در روز ۹ می گزارش شد که یائیر لاپید و نفتالی بنت در مذاکرات ائتلاف برای تشکیل دولت به پیشرفت‌هایی دست یافته‌اند. در تاریخ ۱۰ مه گزارش شد که احزاب اپوزیسیون در مذاکرات تشکیل دولت ائتلافی بر سر برنامه‌هایی برای تشکیل دولت جدید به توافق رسیده‌اند، اما به دلیل درگیری‌های اسرائیل و غزه در همان زمان، حزب اسلامگرای راعم گفتگوهای پیوستن به ائتلاف را با لاپید و بنت به حال تعلیق درآورد و این در حالی بود که حمایت این حزب از بلوک تغییر برای رسیدن به اکثریت پارلمانی و تشکیل دولت جدید اسرائیل لازم بود. در اواخر ماه مه، لاپید اعلام کرد که حمایت احزاب اتحادیه آبی و سفید، حزب کار، اسرائیل خانه ما، امید نو، میرتس به همراه حزب‌های یامینا و لیست متحد عرب (راعم) را بدست آورد و فرصت تشکیل دولت ائتلافی از احزاب اپوزیسیون را بالا ارزیابی کرد. در روز ۳۰ مه، نفتالی بنت رهبر حزب یامینا در یک سخنرانی تلویزیونی اعلام کرد که حزبش در دولت وحدت به رهبری یاپید شرکت خواهد کرد و تمام نمایندگان کنست از این حزب بجز یکی از آن‌ها از این تصمیم حمایت می‌کنند. کمی پس از آن بنیامین نتانیاهو در یک بیانیه تلویزیونی، بنت را به خیانت به جناح راست اسرائیل متهم کرد و از سیاستمدارانی که به گفت‌وگوهای ائتلاف پیوسته‌اند خواست تا از تشکیل دولت چپگرا اجتناب کنند.

## نتایج
|                        |                                            |           |        |        |     |
| حزب                    | حزب                                        | آراء      | ٪      | کرسی‌ها | +/– |
|                        | لیکود                                      | ۱٬۰۶۶٬۵۹۵ | ۲۴٫۱۹  | ۳۰     | –۷  |
|                        | یش عتید                                    | ۶۱۳٬۵۷۸   | ۱۳٫۹۱  | ۱۷     | +۱  |
|                        | شاس                                        | ۳۱۵٬۹۶۳   | ۷٫۱۷   | ۹      | ۰   |
|                        | آبی و سفید                                 | ۲۹۱٬۵۳۷   | ۶٫۶۱   | ۸      | –۴  |
|                        | یامینا                                     | ۲۷۳٬۸۹۰   | ۶٫۲۱   | ۷      | +۴  |
|                        | حزب کارگر                                  | ۲۶۸٬۷۳۷   | ۶٫۰۹   | ۷      | +۵  |
|                        | اتحاد یهودیت توراتی                        | ۲۴۸٬۷۴۸   | ۵٫۶۴   | ۷      | ۰   |
|                        | اسرائیل خانه ما                            | ۲۴۸٬۵۲۲   | ۵٫۶۴   | ۷      | ۰   |
|                        | حزب صهیونیست مذهبی                         | ۲۲۵٬۴۹۴   | ۵٫۱۱   | ۶      | +۴  |
|                        | فهرست مشترک                                | ۲۱۲٬۰۴۸   | ۴٫۸۱   | ۶      | –۵  |
|                        | امید نو                                    | ۲۰۹٬۱۳۷   | ۴٫۷۴   | ۶      | +۴  |
|                        | میرتس                                      | ۲۰۲٬۱۸۹   | ۴٫۵۹   | ۶      | +۲  |
|                        | لیست متحد عرب                              | ۱۶۷٬۱۳۲   | ۳٫۷۹   | ۴      | ۰   |
|                        | New Economic Party                         | ۳۴٬۸۶۰    | ۰٫۷۹   | ۰      | New |
|                        | Rapeh only Health                          | ۱۷٬۳۴۶    | ۰٫۳۹   | ۰      | New |
|                        | Me and You                                 | ۱٬۳۹۲     | ۰٫۰۳   | ۰      | ۰   |
|                        | حزب دزدان دریایی                           | ۱٬۳۶۹     | ۰٫۰۳   | ۰      | ۰   |
|                        | امید برای تغییر                            | ۱٬۱۸۹     | ۰٫۰۳   | ۰      | New |
|                        | قلب یهودی                                  | ۹۹۹       | ۰٫۰۲   | ۰      | ۰   |
|                        | Social Bang – Pensioners                   | ۸۱۹       | ۰٫۰۲   | ۰      | New |
|                        | Kama                                       | ۷۴۸       | ۰٫۰۲   | ۰      | ۰   |
|                        | Mishpat Tzedek                             | ۷۲۹       | ۰٫۰۲   | ۰      | ۰   |
|                        | تسومت                                      | ۷۱۹       | ۰٫۰۲   | ۰      | ۰   |
|                        | Am Shalem                                  | ۵۹۲       | ۰٫۰۱   | ۰      | New |
|                        | New Order                                  | ۵۱۴       | ۰٫۰۱   | ۰      | ۰   |
|                        | The Impossible — Possible                  | ۴۶۳       | ۰٫۰۱   | ۰      | New |
|                        | Common Alliance                            | ۴۶۰       | ۰٫۰۱   | ۰      | New |
|                        | The Israelis                               | ۴۴۷       | ۰٫۰۱   | ۰      | New |
|                        | Atzmeinu (withdrawn)                       | ۴۴۰       | ۰٫۰۱   | ۰      | New |
|                        | New World                                  | ۴۲۹       | ۰٫۰۱   | ۰      | New |
|                        | Bible Bloc                                 | ۴۲۸       | ۰٫۰۱   | ۰      | ۰   |
|                        | Shama                                      | ۳۹۵       | ۰٫۰۱   | ۰      | ۰   |
|                        | Da'am Workers Party                        | ۳۸۵       | ۰٫۰۱   | ۰      | ۰   |
|                        | Us                                         | ۲۸۳       | ۰٫۰۱   | ۰      | New |
|                        | Social Leadership                          | ۲۵۶       | ۰٫۰۱   | ۰      | ۰   |
|                        | Ma'an – Together for a New Era (withdrawn) | ۲۵۳       | ۰٫۰۱   | ۰      | New |
|                        | Hetz                                       | ۲۲۶       | ۰٫۰۱   | ۰      | New |
|                        | Human Dignity                              | ۱۹۶       | ۰٫۰۰   | ۰      | ۰   |
|                        | Democratic Party (withdrawn)               | ۵۹        | ۰٫۰۰   | ۰      | New |
| کل                     | کل                                         | ۴٬۴۰۹٬۵۶۶ | ۱۰۰٫۰۰ | ۱۲۰    | ۰   |
|                        |                                            |           |        |        |     |
| آراء معتبر             | آراء معتبر                                 | ۴٬۴۰۹٬۵۶۶ | ۱۰۰٫۰۰ |        |     |
| آراء نامعتبر/سفید      | آراء نامعتبر/سفید                          | ۰         | ۰٫۰۰   |        |     |
| کل آراء                | کل آراء                                    | ۴٬۴۰۹٬۵۶۶ | ۱۰۰٫۰۰ |        |     |
| رأی‌دهندگان ثبت‌نام کرده | رأی‌دهندگان ثبت‌نام کرده                     |           | –      |        |     |
| منبع: CEC              |                                            |           |        |        |     |